# 池田宇右衛門
池田 宇右衛門（いけだ うえもん、1894年（明治27年）5月3日 - 1960年（昭和35年）1月5日）は、日本の政治家。参議院議員。

## 来歴
長野県上水内郡三輪村（現長野市）生まれ。同郡上松農業会評議員を経て、長野市農会総代、副会長から会長となった。1928年（昭和3年）長野市会議員、1939年（昭和14年）長野県会議員となる。農村青年教育に力を入れ、中年青年代表者の指導員設置を提唱し、女子専門学校や市道展望道路の開通に尽力した。その他、養蚕組合長、長野県農会常任理事、全国都市農会常任理事、同副会長、長野市、長野県各参事会員、都市計画地方委員、長野県蚕糸会、同園芸協会各副会長、長野県花卉組合連合会、長野市農業協同養蚕組合連合会各会長などを歴任した。
第1回参議院議員通常選挙後の1948年（昭和23年）執行の補欠選挙で初当選。1950年（昭和25年）の第2回参議院議員通常選挙で再選。第3次吉田内閣で農林政務次官、参議院郵政委員長、自由党両院議員総会副会長などを務めた。1950年（昭和31年）の第4回参議院議員通常選挙で落選した。
1960年（昭和35年）1月5日、死去した。65歳没。同月8日、特旨を以て位記を追賜され、死没日付をもって正五位勲三等に叙され、旭日中綬章を追贈された。